# Ingrid Straumer
Ingrid Straumer, geborene Ahrens (* 1952 in Hamburg-Allermöhe), ist eine deutsche Lehrerin und niederdeutsche Autorin.

## Leben
Aufgewachsen ist Straumer in Boberg. Von 1958 bis 1967 besuchte sie die Volksschule in Bergedorf, wo Günter Harte Schulleiter war. Bei ihm lernte sie im Deutschunterricht die plattdeutsche Literatur kennen, die sie nicht mehr losließ. Anschließend besuchte sie von 1967 bis 1969 die Handelsschule und von 1969 bis 1972 das Wirtschaftsgymnasium in Hamburg. Nach dem Abitur studierte sie an der Hamburger Universität Pädagogik mit dem Schwerpunkt Germanistik.
Nach ihrer Lehrerausbildung machte sie ein Volontariat bei der Bergedorfer Zeitung und arbeitete dort anschließend als Redakteurin.
1979 folgte sie ihrem Mann, der sich beruflich veränderte, nach Berlin und ist ab 1993 Lehrerin an einer Grundschule im Berliner Ortsteil Wedding. Nebenbei schreibt sie seit 1997 Kolumnen in der B.Z. und gehört ehrenamtlich der Redaktion der Hamburger Vierteljahres-Zeitschrift Quickborn an.
Straumer ist Teil des Kuratoriums des Fritz-Reuter-Preises, der von der Alfred Toepfer Stiftung F. V. S. verliehen wird.
Ingrid Straumer ist verheiratet und hat zwei Töchter.

## Werke in Niederdeutsch
- Arger in 't Märkenland: Spill in 3 Delen (för Kinner unner 12 Jahr), Ostfriesische Landschaft. Regionales Pädagogisches Zentrum, Aurich 1994
- Plattdütsch Land: hunnert Johr in Geschichten un Gedichten, herausgegeben von Bolko Bullerdiek und Ingrid Straumer, im Auftrag der Quickborn-Vereinigung, Quickborn-Verlag, Hamburg 2015, ISBN 978-3-87651-397-3

## Werke über Niederdeutsch
- Hrsg., im Auftrag des Vorstandes der Bevensen-Tagung e.V., Ingrid Straumer: De Tied schrifft, 57. Bevensen-Tagung, Jahrestagung für Niederdeutsch, Weyhe-Dreye 2005
- Hrsg., im Auftrag des Vorstandes der Bevensen-Tagung e.V., Ingrid Straumer: As’n Fisch in’t Net(t). 58. Bevensen-Tagung, Jahrestagung für Niederdeutsch, Weyhe-Dreye 2006
- Hrsg., im Auftrag des Vorstandes der Bevensen-Tagung e.V., Ingrid Straumer: Greten fragt: "Woans höllst du dat mit de Religion?" : 59. Bevensen-Tagung, Jahrestagung für Niederdeutsch, Syke 2007
- Hrsg., im Auftrag des Vorstandes der Bevensen-Tagung e.V., Ingrid Straumer: 60 "Graad sösstig - Bevensen blifft!, 60. Bevensen-Tagung, Jahrestagung für Niederdeutsch, Syke 2008
- Hrsg., im Auftrag des Vorstandes der Bevensen-Tagung e.V., Ingrid Straumer: Jümmers krank un nich eenmal doot, 61. Bevensen-Tagung - Jahrestagung für Niederdeutsch, Syke 2009